# Adamastor (croiseur)
Pour les articles homonymes, voir Adamastor (homonymie).
L’Adamastor (ou NRP Adamastor) fut un croiseur protégé unique construit au chantier naval Orlando à Livourne (Italie) pour la Marine portugaise. Une souscription publique avait été faite face à l'ultimatum britannique de 1890 à cause d'un problème dans les colonies du Mozambique et d'Angola.

## Histoire
L’Adamastor a joué un rôle important dans le putsch du 5 octobre 1910, qui a conduit à la proclamation de la République après le bombardement du Palais des Congrès à Lisbonne.
Il a été essentiellement en mission de souveraineté sur les territoires de l'Empire colonial portugais comme l'Angola et Timor. Il a aussi fait plusieurs visites officielles comme au Brésil et au Japon.
Durant la Première Guerre mondiale, il a pris part active aux opérations militaires contre les troupes allemandes au Mozambique.
Il a été rayé des listes le 16 novembre 1933 et vendu en 1934 à la marine marchande.